# Tapanui
Tapanui – miasto w rejonie Otago Zachodnie na Wyspie Południowej w Nowej Zelandii, położone pomiędzy Górami Błękitnymi, a rzeką Pomahaka.
W Nowej Zelandii nazwa Tapanui związana była z zagadkową odmianą choroby „przewlekły zespół przemęczenia” (ang. chronic fatigue syndrome). Do czasu aż schorzenie to zostało rozpoznane i zbadane, znane było pod nazwą Tapanui flu (grypa z Tapanui).  Pierwszą osobą, która opisała tę chorobę w Nowej Zelandii, był doktor Peter Snow, mieszkający właśnie w Tapanui.